# アルメニア人虐殺
アルメニア人虐殺（アルメニアじんぎゃくさつ、アルメニア語:Հայոց ցեղասպանություն）は、19世紀末から20世紀初頭に、オスマン帝国の少数民族であったアルメニア人の多くが、強制移住、虐殺などにより死亡した事件の総称。狭義では特に第一次世界大戦中に起きた虐殺事件を指し、これがオスマン帝国政府による計画的で組織的なジェノサイド（虐殺）だったと見る意見が大勢であり、「アルメニア人ジェノサイド」とも呼ばれる。21世紀に至る現代でも、オスマン帝国の主な継承国であるトルコ共和国は国際的に非難されている。トルコ政府は、その計画性や組織性を認めていない。

## 問題の概要
19世紀末と20世紀初頭の二度にわたり、オスマン帝国領内でアルメニア人に対する大規模な虐殺が起きた。
1914年に第一次世界大戦が勃発すると、オスマン帝国はドイツ帝国やオーストリア帝国などの中央同盟国側で参戦。連合国のロシア帝国との境界であり、アルメニア人が居住するアナトリア半島東部からコーカサス（カフカス）にかけては戦場となった。
アルメニア人虐殺は、1915年から1916年にかけて統一と進歩委員会（青年トルコ党）政権によって行われた、伝統的なアルメニア人居住地（いわゆる大アルメニア）の南西部にあたるオスマン帝国領のアナトリア東部（いわゆる西アルメニア）からのアルメニア人強制移住であり、これに伴って数多くのアルメニア人が犠牲になった。オスマン帝国に居住するアルメニア人が政府の命令により意図的に殺害されたとして、この虐殺事件を近代初のジェノサイド（虐殺）の一つであると見なす者は少なくない。アルメニア人社会では「虐殺がナチス・ドイツによるユダヤ人に対するホロコーストのように組織的に行われた」と考えられており、またオスマン帝国からトルコに至る「トルコ国家」が一貫した責任を有するとする。特に4月24日は「ジェノサイド追悼記念日」とされており、毎年トルコを非難する国際的なキャンペーンが行われている。
アルメニア人の死者数は、一般的に100万から150万人の間であると考えられている。トルコ共和国の元国民教育相ユースフ・ヒクメト・バユルは、トルコ歴史協会から出版された、その著書『トルコ革命史』で、1928年にニハト中佐により翻訳されトルコ参謀本部により出版された『世界大戦におけるトルコの戦争』のなかから「東部諸県のムスリムのうち、戦争のため、または避難のため、50万が失われた。80万のアルメニア人と20万人のルム (ギリシャ本土以外に住むギリシャ系住民のトルコでの呼称)は、虐殺と追放のため、また、労働大隊において死亡した」という部分と、「我々の記録に拠っても、事実と看做す必要がある」とのニハト中佐の脚注を引用している。

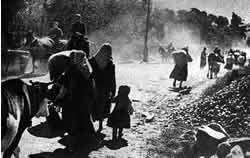
トルコ・アルメニア戦争での敗北の結果、カルスを後にするアルメニア人難民

さらに第一次世界大戦の終結後、ロシア帝国の崩壊で誕生したアルメニア第一共和国はオスマン帝国領のアルメニア人居住地域を含む領土拡大を目指したが、ロシア革命とそれに続くロシア内戦で編成されたモスクワのアナトリー・ゲッケル指揮下の赤軍第11軍と、トルコのアンカラ政府のキャーズム・カラベキル指揮下の東部戦線（Eastern Front）部隊の攻撃の前に粉砕された。この戦乱でも多くのアルメニア人が命を落とした。
また、アルメニア人の他に、アッシリア人や、アナトリアに住むギリシャ系のポントス人（ルム）に対する虐殺事件も起きた。

## 迫害の背景と経過

### オスマン帝国におけるアルメニア人問題の発生
オスマン帝国におけるアルメニア人共同体は、大きく分けて、東部の農村社会と、イスタンブールなど都市部の交易離散共同体との二つから成り立っていた。特に後者は貿易や金融業で成功して富裕な商人層を形成しており、また建築家や造幣官などとして宮廷、中央官庁に仕える者も多く、中央政府と共存共栄する共同体であった。オスマン帝国東部にはアルメニア人の他にクルド人なども居住しており、シェイフ・ウベイドゥッラー・ネフリー、ベデゥルハーン・ベグ、イェズダン・シェイルなどのクルド人の反乱が起きていたが、アルメニア人による反乱は起きていなかった。こうした背景から、アルメニア人共同体は「忠実なるミッレト」 (共同体、Millet-i Sadaka)と呼ばれていた。
しかし、19世紀に入るとアルメニア人の中からカトリックへの改宗などを通じて西ヨーロッパ諸国の庇護を受け、特権を享受する者が現れ、オスマン帝国の主流であるムスリム（イスラム教徒）住民との間に軋轢が生じるようになった。また富裕層の間から西ヨーロッパとの交流を通じて民族主義に目覚める者が現れ始めた。一方、ロシア帝国によるコーカサス戦争、チェルケス人虐殺などの結果、ムスリムのアナトリアへの集団移住が行われ、オスマン帝国が受け入れていた。コーカサスからのムスリム移民のほか、バルカン戦争などによるバルカン半島からのムスリム移民のなかには、キリスト教徒に対して「復讐心」を抱く者が少なくなく、第一次世界大戦時に非正規部隊に登用され、アルメニア人虐殺においても主要な役割を演じることになった。
1877年の露土戦争でロシア帝国は南カフカスとアルメニア人居住地帯の北東部を占領し、アルメニア系のイワン・ラザレフ（ラザリャン）中将にムスリムとアルメニア人の離間のための任務に当たらせた。(アルメニア人問題)。アルメニア人人口を抱え込んだロシアは、オスマン帝国領内のアルメニア人を支援するようになり、1878年のサン・ステファノ条約でエルズルム州、ヴァン州、マームレテュル・アズィーズ州、ディヤール・ベキル州、スィヴァス州、ビトリス州からなるオスマン帝国東部の「六州」におけるアルメニア人の権利向上を目指す改革の実施を約束させようとした。これを契機にオスマン帝国領内でアルメニア民族運動が盛り上がり、帝国外ではアルメニア人民族主義者がフンチャク党、ダシュナク党など、アルメニアの独立を目標とする政党が結成された。やがて、彼らの中から帝国内に秘密支部(アルメナカン党)を設け、オスマン官吏を狙った爆弾攻撃を行う抵抗運動すら現れ始めた。一方、先の露土戦争のとき、ロシアの占領地からオスマン帝国に逃れてきたムスリムの難民たちから、キリスト教徒であるアルメニア人がロシア帝国軍に協力してムスリムを追い立てたのだとする風評がムスリムの間で広まり、オスマン帝国下のムスリム、すなわち都市部でアルメニア人と接するトルコ人や東部でアルメニア人と混住するクルド人の間で、アルメニア人を国内にありながら外国と通謀して「テロ」を行う危険分子と見なす敵愾心が高まっていった。

### 「ハミディイェ虐殺」

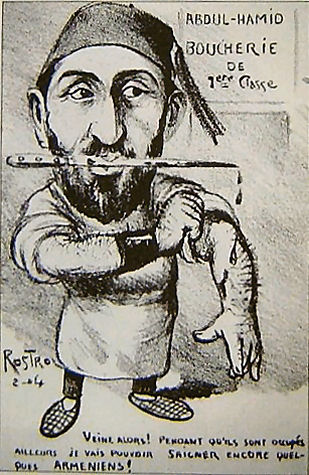
『一級屠殺業者アブデュル・ハミド』（フランスの政治諷刺画）

1894年、アナトリア東部のビトリス県でムスリムとアルメニア人の大規模な衝突が起き、オスマン政府は軍隊のほかハミディイェのような非正規部隊を動員して衝突を鎮圧し、2万人とも言われる多くの犠牲者を出した(ハミディイェ虐殺)。
ただし、フランスの外交書簡によれば、ハミディイェによって殺されたのはアルメニア人だけではなく、ディヤルバクル(ディヤルバクルの虐殺), ハサンケイフ, スィヴァスなどのアナトリアに住むアッシリア人も多かったと記録されている。また、9月には、イスタンブールに住むユダヤ人コミュニティが暴動の期間中に多くのアルメニア人を自宅に匿っていた為、シナゴーグがムスリムによる襲撃を受けている。アルメニア人政党はこれを機に国際世論に訴えたので、ヨーロッパ諸国はオスマン帝国の対応を批判し、翌1895年1月、英仏露の列強は共同でアナトリア東部の行政改革案を提示して、その履行をオスマン帝国に要求した。この出来事は同年、オスマン帝国政府が履行を受諾しながら改革を一向に実施しないことに抗議するアルメニア人の大規模なデモをイスタンブールで巻き起こすが、これをデモというよりはむしろ外圧を笠に着た横暴と感じて激昂したムスリム民衆が首都のアルメニア人を襲撃する事件が起こった。さらに翌1896年にはアルメニア人の革命組織がイスタンブールのオスマン銀行を襲撃・占拠した事件(オスマン銀行占拠事件)が起こり、ムスリムとアルメニア人の衝突が再燃した。
1894年に起こったこの衝突・迫害は1896年の衝突を最後に一応の沈静化をみるが、一連の衝突で犠牲になったアルメニア人は数万人にのぼった。この事件をきっかけに富裕層を中心にオスマン帝国を見限ったアルメニア人の欧米への移住が相次ぎ、オスマン帝国都市部のアルメニア人人口は急速に減少に向かった。
一連の衝突・迫害に関して諸外国はオスマン帝国を非難したが、オスマン帝国の分割あるいは保全に対する列強それぞれの思惑の相違から改革要求以上の介入は行われず、ムスリムとアルメニア人の対立構造は虐殺行為の沈静化後もそのまま手付かずに残されることとなった。

### ユルデュズ暗殺未遂事件と青年トルコ人革命
1905年7月21日、アルメニア革命連盟はキュステンディル近郊の村で製造された爆弾によるスルタンアブデュルハミト2世暗殺を試みたが、護衛26人は死亡したもののスルタンは軽傷で済み失敗に終わった。スルタンへの敵意は統一と進歩委員会（青年トルコ党）にとっても同様で、1908年の青年トルコ人革命でついにアブデュルハミト2世の専制がエンヴェル・パシャらによって打破され、憲政が復活した。

### アダナの虐殺
それまでズィンミーの身分に耐えてきたアルメニア人キリスト教徒の間でも青年トルコ人革命によって圧政から解放される期待が高まっていたが、1909年4月13日に起こったアダナの虐殺で、アルメニア人キリスト教徒15,000-30,000人がムスリム住民に虐殺された。この時、アレクサンドレッタのアメリカ大使館は数千人のアルメニア人で溢れ返り、メルスィンに寄港中だったフランス海軍の軍艦3隻にはアルメニア人難民が殺到した。オスマン軍も暴力を沈静化させるために活動した。イギリス海軍の巡洋艦ダイアナが事態を沈静化させる為にアレクサンドレッタ（現・イスケンデルン）に寄港したが、暴動はなかなか治まらなかった。

### 第一次世界大戦時の「アルメニア人虐殺」
1913年になるとタラート・パシャ、エンヴェル・パシャ、ジェマル・パシャらがクーデターを起こし、統一派のタラートが自ら政権の座についた。政権奪取に至る帝国内外の政治的な経緯から、次第にトルコ民族主義へと傾斜しており、アルメニア人問題は再燃に向かっていた。1914年、東部アナトリアの諸州にアルメニア人問題に関する国際監視団が派遣されることが決定したが、同年に第一次世界大戦が起こると凍結された。この状況下でオスマン帝国が第一次世界大戦で同盟国側につくことを決すると、連合国側で参戦したロシア帝国のニコライ・ユデーニチが率いるカフカース軍が東部アナトリアに侵攻し、1914年12月のサルカムシュの戦いでエンヴェル・パシャが率いるオスマン軍を撃破した。このとき、アルメニア系オスマン帝国臣民の中からも、ロシア軍へと参加したり、オスマン帝国に対するゲリラ戦活動に入ったりする者が数千人単位で現れ、アルメニア人ゲリラによってムスリムの村落が襲撃され、ムスリムが殺害される事件も起こった。これらの行動は、1877年の露土戦争以来オスマン帝国の政府内外に浸透していたアルメニア人への敵意を確実なものとする結果を呼んだ。
ガリポリ戦線がイギリスの激しい攻勢にさらされる中で、1915年にはヴァン湖周辺でユデーニチ率いるロシア軍と一進一退の膠着状態に陥っており、オスマン軍にとってカフカス戦線までもが劣勢に陥るという苦境だけは避けねばならなかった。1915年春頃に、統一派の領袖の一人で、この頃に汎トルコ主義への傾斜を強めていた陸軍大臣エンヴェル・パシャが、アルメニア人の「反乱」を根絶するためにアルメニア人を放逐する必要を主張していたことが明らかにされている。1915年4月19日、ヴァン湖地区で行われたヴァン攻囲戦では、エンヴェル・パシャの叔父ハリル・ベイ率いる第5遠征隊（5 nci Kuvve-i Seferiye）がアルメニア人防衛線を突破することに成功し、7月にはマラズギルト－アフラート線まで押し戻し、8月にはヴァン湖周辺を制圧することになった。

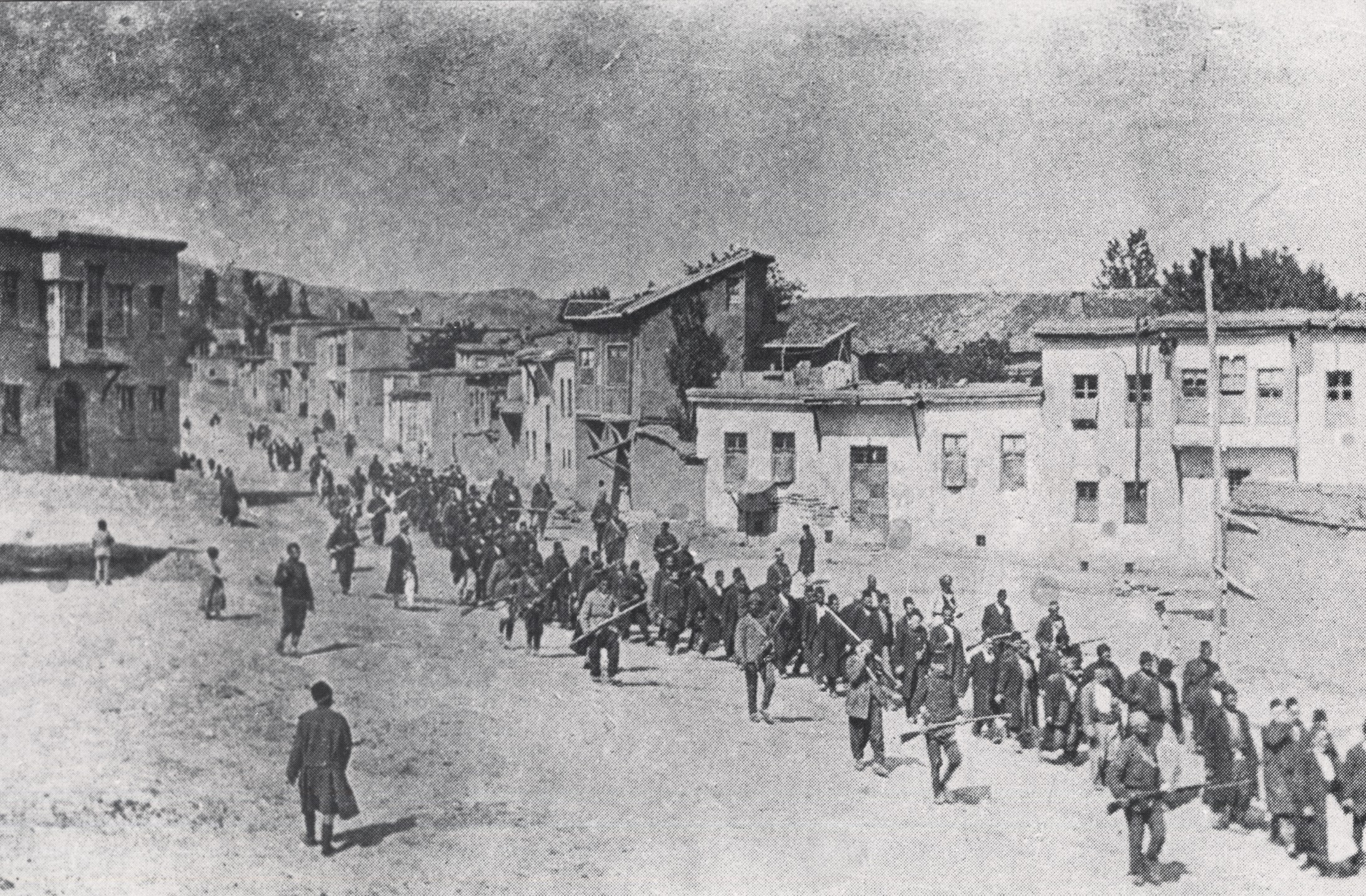
1915年4月、オスマン帝国軍の武装兵により追い立てられるアルメニア人

それと並行して、1915年4月から5月頃、戦闘地域での反国家・利敵行為を予防するとの目的で、ロシアとの戦闘地域であるアナトリア東部のアルメニア人をシリアの砂漠地帯の町デリゾールの強制収容所へと強制移住させる死の行進政策が開始された。その指令が何時いかなるようになされたか、あるいは本当になされたのかどうかについては議論があるが、指令が事実としてあったと見なす人々は、タラート・パシャによってアルメニア人虐殺が指令されたとしている。そして同年4月24日は、イスタンブールでアルメニア系の著名人たちが逮捕・追放され（アルメニア著名人の追放 、「赤い日曜日」とも）、後に殺害された者も少なくなかった。アルメニアおよび各国のアルメニア人共同体では、この事件が一連の虐殺の契機と見なされており、この日がジェノサイド追悼記念日とされている由縁である。
アルメニア人たちは徒歩で乾燥した山地を越えてシリアの砂漠へと向かう強制移住に駆り立てられた。ユーフラテス川沿いのシリア砂漠の町デリゾールへと向かう厳しい移動の中で少なからぬアルメニア人が命を落としたことはおそらく間違いない事実であり、トルコ共和国もそれは否定していない。また無防備なところを現地のトルコ人やクルド人部族の民兵による「報復」にさらされるなどしたこともあったと見られる。
そしてアルメニア人の組織的虐殺を事実として肯定する立場によれば、さらに強制移住のため家々から駆り立てられたアルメニア人の青年男子は村内の一箇所に集められ、まとめて殺害されたという。
一方、虐殺を否定するトルコ側の主張は、アルメニア人が多く犠牲になったのはあくまで戦時下の最前線の混乱における不幸な結果だと見なしている。否定する立場では、殺害されたのは戦闘員やロシアと通じたスパイのみであるとされており、4月24日の最初の犠牲者もそれに含まれるという。
混乱を生き延びたアルメニア人たちの多くは、ヨーロッパ諸国やアメリカ合衆国に移住して行った。ムーサダーでは、6村が丸ごとレバノンに逃れ、それぞれ居住区を与えられて保護されたケースもある。1933年に、フランツ・ヴェルフェルは、これらのエピソードをもとに小説『ムサ・ダの40日間』（『モーセ山の40日』とも）を執筆した。
「アルメニア人虐殺」に対する見解は、この問題が現在もなお深刻な政治的問題をも含むために、肯定派と否定派の間に大きな隔たりがある。このため、虐殺を巡る歴史的な事実の究明はほとんど進んでいないと言ってよい。
この一連の迫害において死亡したアルメニア人の人数は、最も少なく見積もるトルコ人の推計で20万人から、最も多く見積もるアルメニア人の算出で200万人とされる。ただし、19世紀末にオスマン帝国領のアナトリア東部に住むアルメニア人人口はおよそ150万人という統計があり、その20年後に第一次世界大戦が始まった時の人口も、自然増と流出による減少によりほぼ同数であろうと考えられる。それらのうち、既にロシア領へと逃亡していた者や、カトリック、プロテスタント、イスラム教へと改宗して強制移住の対象から外された者を除く何割かが強制移住に駆り立てられたことになる。その人数はおよそ80万人から100万人ほどとする推定もあり、欧米や日本の研究者の幾人かは、60万人から80万人という犠牲者数の推定が妥当ではないかという見解を述べている。
エンヴェルに近い統一派の諜報組織「テシュキラート・マフスーサ」（特別組織）の下、クルド部族民、囚人、カフカスおよびバルカン半島からの避難民から編成された非正規戦闘部隊による一連のアルメニア人強制移住への関与が指摘されている。また、サルカムシュの戦いで瓦解したこれら部隊の元構成員が逃亡して、アルメニアおよびムスリムの村々を襲撃したことが報告されている。強制移住にともなう諸々の迫害がオスマン帝国の統一派政権によって組織的に行われていた説が主張されている。しかし一方では「政府当局者がアルメニア人虐殺を命令したとする確かで信頼できる証拠は存在しない」ということを根拠に、虐殺指令の事実を否定する主張もある。さらに「証拠とされる文書の中には、第一次大戦中の敵国によるプロパガンダや偽造文書の類が含まれている」と主張する説もある。

### 三月事件、九月事件、シュシャ・ポグロム
1918年3月、アルメニア革命連盟が、アルメニア人虐殺への報復として、バクーで3,000-12,000人の主にシーア派ムスリム（タタール人）を虐殺した。この時、アルメニア革命連盟はボルシェビキ、メンシェビキ等と行動をともにした。ムスリムはバクーから追われたり、地下へ潜ったりした。

### ネメシス作戦
アルメニア革命連盟によって、1920年から1922年にかけて、旧オスマン帝国から逃亡していた同国の指導者らに対して秘密暗殺作戦が行われた。1921年3月15日に虐殺の首謀者と見られていたタラート・パシャがベルリンで殺害されるなど、世界各地で暗殺が実行された。

## 現代の状況

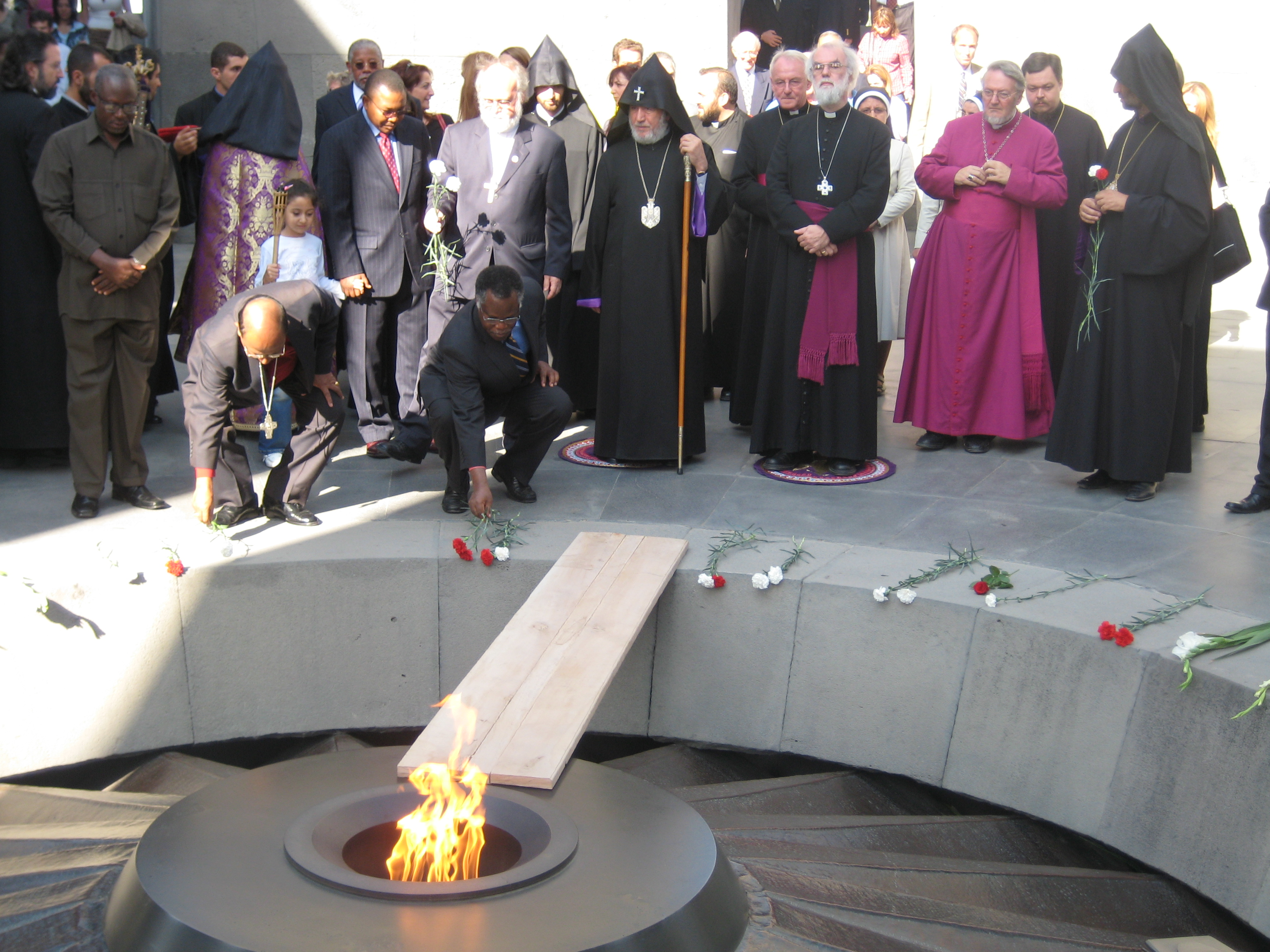
ダルフールでの虐殺犠牲者のための灯火式に参加するガレギン2世とローワン・ウィリアムズ（2007年9月26日、エレバンのアルメニア大虐殺記念碑にて）

1991年に旧ロシア帝国領におけるアルメニア人共同体がソビエト連邦から独立して誕生したアルメニア共和国は、トルコ共和国領となっているかつてのアルメニア人居住地域に対する領土的な主張を行い始めた。このためこの問題は領土問題を内包する政治問題の様相も呈するようになった。
1970年代にアルメニア解放秘密軍やアルメニア人大量殺戮報復部隊などのアルメニア人過激派がトルコ外交官などに対して行ったテロリズムや空港などでの無差別攻撃のため、トルコの反アルメニア人感情も生じた。また、追放・虐殺されたアルメニア人がかつて居住していた地域には、現在、クルド人が多く居住している。
欧州では、各国内にアルメニア・ロビーが存在するため、議会で非難決議を行った国もあり、アルメニア人虐殺をジェノサイドと認識している。これに対してトルコは反論している。このためにトルコはしばしば国際的非難を浴び、非難を外圧と感じるトルコが態度をより硬化させることにもなっている。
アルメニア国内では虐殺の始まった4月24日を記念日として、毎年、追悼式典が行われてきたが、2021年にはたいまつを掲げた市民による1万人規模のデモが行われるなど、大規模なものになる傾向が見られている。

### オルハン・パムク騒動
2005年には国際的な評価を受けるトルコの作家オルハン・パムク（翌2006年にノーベル文学賞を受賞）が外国メディアとのインタビューで100万人のアルメニア人が殺害されたことをトルコは認めるべきと発言したためにトルコ国内に猛烈な反発を招き、一時は国家侮辱罪で起訴される騒動も起き、トルコの欧州連合（EU）加盟問題に関わるトルコの人権問題にも波及した。

### フランス
2006年10月にはフランスの国民議会（下院）が「アルメニア人虐殺否定禁止法」を可決した。同法案は「第一次世界大戦中の1915年から1917年にかけ150万人のアルメニア人がオスマン帝国に虐殺された事実を否定する行為には最高5年の懲役刑ないし罰金刑を科す」という内容で、12日に国民議会で審議が予定されていた。これによりフランスとトルコの関係は悪化が予測され、ヨーロッパでも反トルコ感情が湧きあがった。しかしながらこの法案に対する反対も根強く、2011年夏には元老院（上院）に達する前に廃案となった。
2007年の1月にはアルメニア系トルコ人ジャーナリストのフラント・ディンクがオギュン・サマスト（Ogün Samast、犯行当時17歳）に暗殺される事件が発生した。「アルメニア人虐殺」をトルコ国内で告発する一方、フランスの「アルメニア虐殺否定禁止法」に見られる過激な動きには反対していたディンクの暗殺はトルコ国内に衝撃を与えた。
2011年12月には国民議会で再度、アルメニア人大量虐殺（ジェノサイド）を公の場で否定することを禁じ、違反した場合は1年以下の禁錮刑と罰金を科す法案が可決された。トルコ政府は駐仏大使を召還するなど強く反発したが、2012年1月23日に元老院でも可決され、大統領の署名があれば成立することとなった。しかし同2012年2月28日、フランス憲法院（憲法裁判所）は、アルメニア人虐殺否定禁止法案を「思想や発言の自由に抵触する」として違憲と判断した。なお、このアルメニア人虐殺否定禁止法案は、サルコジ大統領の主導で成立に向かっていたが、フランス在住の50万人のアルメニア系フランス住民の支持獲得のためであったとされる。サルコジ大統領は同日、失望したと声明を発表した上で、新たな法案作成を指示した。

### アメリカ合衆国
2007年10月には、アルメニア系アメリカ人の意向を受けたカリフォルニア州のアダム・シフ下院議員、および民主党主導のアメリカ合衆国下院外交委員会（トム・ラントス委員長）が、20世紀の初頭に起きたこの問題を「ジェノサイド」だと認定、非難決議案を採択した。同決議案はこの虐殺をオスマン帝国の責任だとし、アルメニア人の犠牲者を150万人とした。このことを受けてトルコ政府は、同決議案が事実の一方的解釈であり、その採択はトルコと米国との関係を深く傷つけるとして激しく反対し、10月5日付の米紙『ワシントン・ポスト』にも反対意見広告を掲載し、エルドアン首相が歴史調査のためにアルメニアとの共同委員会を設けることを既に提案していたこと、またこの種の決議は「真実を求める側への不公正」だとして抗議していた。またさらに、同年2月にはギュル外相を合衆国議会に派遣、この決議案を通せば、トルコはインジルリク空軍基地のアメリカ軍の使用を拒むとした（同基地はイラク戦争に不可欠だった）。こうしたトルコの抗議を受けて連邦政府も、議会に対して同決議案への反対を明確にしていた。また9月末には、ヘンリー・キッシンジャーら8人の国務長官歴任者たちが連名でラントス委員長あてに同決議案への反対を伝える書簡を送っていた。
その後もトルコ政府は抗議を続け、トルコの国務相が訪米を中止したり、トルコが駐米大使を一時本国に召還したりするなど両国の関係が悪化した。共和党のジョージ・ブッシュ大統領やロバート・ゲーツ国防長官はこの決議案に対し、否定的な見解を示した。
2019年10月29日、アメリカ合衆国下院がアルメニア人虐殺を「ジェノサイド」と認定する決議案を超党派の賛成多数で可決し、トルコ政府は拒絶する声明を出した。
2021年4月23日、当年就任したジョー・バイデン大統領は、トルコのエルドアン大統領と電話で会談。106年前の出来事を「ジェノサイド」と表現する方針をトルコ側に伝えた。翌24日、バイデン大統領は虐殺がジェノサイドであったことを正式に認定し、「責任の追及のためではなく、決して繰り返さないためだ。」と述べた。しかし、トルコ政府はこれに対して強く反発し、バイデンの声明を「NATO間の古傷を抉る行為であり、トルコ国民は深く傷ついている。」と非難した。

### ベルギー
連邦議会は、2007年11月6日にトルコのアルメニア人虐殺をジェノサイドと認定する決議案が提出され、代議院で審議された。

### トルコとアルメニアの国交正常化とその後
トルコとアルメニアの関係改善による地域の安定を画策した欧米の後押しもあり、2009年10月10日に両国間で国交正常化が実現したが、虐殺問題に関しては双方の主張が埋まることはなく、ナゴルノ・カラバフ戦争も含めて、合意文書は問題を先送りする内容となった。
2014年4月23日、トルコのエルドアン首相は、トルコ指導者としては初めて、「アルメニア人虐殺」に対して追悼の意を表明した。

### バチカン
バチカンはアルメニア人虐殺からちょうど100年に当たる2015年4月12日にサン・ピエトロ大聖堂でアルメニア正教会の聖職者を招待してミサを催し、教皇フランシスコは「アルメニア人虐殺は20世紀最初のジェノサイドである」と2001年にヨハネ・パウロ2世とアルメニア正教会総主教との間で交わされた文書を引用して、バチカンとしてのアルメニア人虐殺の認識を示した。これに対してトルコ外務省は強く反発し、バチカン駐箚大使を召還し、アンカラ駐箚バチカン大使に説明を求めた。

### ドイツ
2016年6月2日、ドイツ連邦議会（下院）は第一次世界大戦期におけるオスマン帝国によるアルメニア人虐殺をジェノサイドと認定した。決議案はドイツキリスト教民主同盟とドイツ社会民主党、同盟90/緑の党によって提出された。また、当時オスマン帝国と同盟関係にあったドイツがアルメニア人迫害の情報を把握しながらもそれを止めなかったとし、「ドイツ帝国はこの出来事に責任がある」と認めた。

## アルメニア人虐殺を題材とした作品
小説
- フランツ・ヴェルフェル『モーセ山の四十日（英語版）』（1936年）
- デーヴィッド・ケルディアン（英語版）『アルメニアの少女（英語版）』（1979年、評論社）

- ダグラス・スコット『愛と憎しみの果て』（1990年、東京創元社）
- マリグ・オアニアン『異境のアルメニア人』（1990年、明石書店）
- ルイ・カルズー『第八の丘』（2006年）

ドキュメンタリー
- The Armenians: A Story of Survival（2001年）
- Sarı Gelin - Ermeni sorunun içyüzü（トルコ、Videotek、2004年）
- The Armenian Genocide（PBS、2006年）(en)
- Screamers（2006年）(en)

映画
- ハードデイズ/地獄の40日（英語版）（アメリカ、1982年）
- アララトの聖母（英語版）（カナダ、2002年）
- 消えた声が、その名を呼ぶ（ドイツ、フランス、イタリア、ロシア、ポーランド、カナダ、トルコ、ヨルダンによる合作、2014年）
- THE PROMISE/君への誓い（スペイン・アメリカ合作、2016年）

演劇
- リチャード・カリノスキ―『月の獣』（1995年初演）

## 参考・脚注
1. 1 2  「オスマン帝国のアルメニア人虐殺 米下院認定、トルコ猛反発」『日本経済新聞』朝刊2019年10月31日国際面に掲載の共同通信記事（2020年5月16日閲覧）
2. ↑  Armenian massacres（Encyclopædia Britannica）
3. ↑  www.genocidewatch.org
4. ↑  Council of Europe Parliamentary Assembly Resolution, April 24, 1998.
5. ↑  Ferguson, Niall. The War of the World: Twentieth-Century Conflict and the Descent of the West. New York: Penguin Press, 2006, ISBN 1-59420-100-5, p. 177.
6. ↑  A Letter from The International Association of Genocide Scholars on 13/06/05.
7. ↑  Totten, Samuel, Paul Robert Bartrop, Steven L. Jacobs (düz.) Dictionary of Genocide, Greenwood Publishing Group, 2008, ISBN 0-313-34642-9, p. 19.
8. ↑  Noël, Lise, Intolerance: A General Survey. Arnold Bennett, 1994, ISBN 0-7735-1187-3, p. 101.
9. ↑  Schaefer, T (haz.). Encyclopedia of Race, Ethnicity, and Society. Los Angeles: SAGE Publications, 2008, p. 90.
10. ↑  The criminal law of genocide: international, comparative and contextual aspects, by Ralph J. Henham, Paul Behrens, 2007, p. 17
11. ↑  Yusuf Hikmet Bayur, Türk İnkılâbı Tarihi, Cilt: III 1914-1918 Genel Savaşı, Kısım: IV Savaşın Sonu, Türk Tarih Kurumu basımevi, Ankara, 1991, ISBN 975-16-0331-5, p. 787.
12. ↑   (PDF) Resolution on genocides committed by the Ottoman empire, International Association of Genocide Scholars.
13. ↑  Gaunt, David. Massacres, Resistance, Protectors: Muslim-Christian Relations in Eastern Anatolia during World War I. Piscataway, New Jersey: Gorgias Press, 2006.
14. ↑  Schaller, Dominik J; Zimmerer, Jürgen (2008). “Late Ottoman genocides: the dissolution of the Ottoman Empire and Young Turkish population and extermination policies – introduction”. Journal of Genocide Research 10 (1):  7–14. doi:10.1080/14623520801950820.
15. ↑  http://www.yale.edu/agrarianstudies/papers/11noxchi.pdf Yale University paper
16. ↑  5 July 1915 the Armenian population of Sivas was deported. Raymond Kévorkian: Le Génocide des Arméniens, Odile Jacob, Paris 2006, p.543
17. ↑  De Courtois, Forgotten Genocide, pp. 137, 144, 145.
18. ↑  Travis,
Hannibal. "Native Christians Massacred: The Ottoman Genocide of the Assyrians During World War I." Genocide Studies and Prevention: An International Journal, vol. 1.3, 2006.
19. ↑  （ヘブライ語） "בארצנן." Ha-Melitz. September 25, 1896, p. 2.
20. ↑  Akcam, Taner. A Shameful Act. 2006, page 69–70: "fifteen to twenty thousand Armenians were killed"
21. ↑  “30,000 KILLED IN MASSACRES”. The New York Times. (1909年4月25日) {{cite news}}: |publisher=では太字とイタリック体は使えません。 (説明)⚠
22. ↑  Century of Genocide: Eyewitness Accounts and Critical Views By Samuel. Totten, William S. Parsons, Israel W. Charny
23. ↑  Walker, 1980, pp.182–88
24. ↑  Adana Massacre – Encyclopedia Entries on the Armenian Genocide
25. ↑  “Constantinople, April 19”. The New York Times. (1909年4月19日) {{cite news}}: |publisher=では太字とイタリック体は使えません。 (説明)⚠
26. ↑  Akcam, p. 200;"The Van uprising deserves to be examined separately, for regardless of the fact that it took place after the secret deportation and extermination decisions were made....".
27. ↑  Balakian, Peter, The Burning Tigris, (Harper Collins Publishers Inc., 2003),208
28. ↑  Balakian, Peter (2003). The Burning Tigris, pp. 211–2. Harper Collins. ISBN 0-06-019840-0.
29. ↑  Taner Akçam, İnsan Hakları ve Ermeni Sorunu: İttihat ve Terakki'den Kurtuluş Savaşı'na, İmge Kitabevi, Ankara, Mart 1999, ISBN 975-533-246-4, pp. 227-231. （タネル・アクチャム『人権とアルメニア人問題：統一と進歩から解放戦争まで』イムゲ書店、アンカラ、1999年3月、227～231頁）
30. ↑  Ahmet Refik, (haz. Hamide Koyukan), İki Komite İki Kıtal, Kebikeç Yayınları, Ankara, 1994, ISBN 975-7981-00-1, p. 27（アフメト・レフィク『二つの組織、二つの殺し合い』ケビケチ出版、アンカラ、1994年、27頁）
31. ↑  Kazemzadeh, Firuz (1951). The Struggle for Transcaucasia: 1917-1921. The New York Philosophical Library. pp. 124, 222, 229, 269–270. ISBN 0-8305-0076-6
32. ↑  （ロシア語） Michael Smith. Azerbaijan and Russia: Society and State: Traumatic Loss and Azerbaijani National Memory
33. ↑  Human Rights Watch. “Playing the "Communal Card": Communal Violence and Human Rights”
34. ↑  Michael G. Smith. Anatomy of a Rumour: Murder Scandal, the Musavat Party and Narratives of the Russian Revolution in Baku, 1917-20. Journal of Contemporary History, Vol. 36, No. 2 (Apr., 2001), pp. 211-240
35. ↑  “アルメニアで1万人行進 米の「虐殺認定」に期待”.  時事通信 (2021年4月24日). 2021年4月23日時点のオリジナルよりアーカイブ。2021年4月24日閲覧。
36. ↑  「仏のアルメニア人虐殺否定処罰法案可決に抗議デモ - トルコ」AFP（2006年10月14日）
37. ↑  「アルメニア人虐殺を否定する者は懲役5年」仏法案に反発、左派がデモ - トルコ AFP（2006年10月08日）
38. ↑  「アルメニア人虐殺」否定処罰法めぐり 仏・トルコ関係が緊張『しんぶん赤旗』2006年10月16日
39. ↑  「アルメニア人虐殺否定禁止法案、仏両院を通過 トルコ反発」CNN（2012年1月24日）
40. 1 2 3  『読売新聞』2012年2月29日：仏憲法院、「アルメニア虐殺否定は犯罪」に違憲
41. ↑  『産經新聞』2007年10月17日記事。古森義久記
42. ↑  『産經新聞』2007年10月17日記事。古森義久記
43. ↑  『産經新聞』2007年10月17日記事。古森義久記
44. ↑  “バイデン氏、アルメニア人迫害を「虐殺」と表明へ トルコに通告”.  毎日新聞 (2021年4月23日). 2021年4月24日時点のオリジナルよりアーカイブ。2021年4月23日閲覧。
45. ↑  Alana Abramson and Brian Bennet (2020). “US formally acknowledges Armenian genocide”. Time May:  7.
46. ↑  Doc.Chambre, 52/291.
47. ↑  「歴史的な国交樹立合意に調印 トルコとアルメニア」『産経ニュース』産経新聞、2009年10月11日。オリジナルの2009年10月14日時点におけるアーカイブ。2009年10月11日閲覧。
48. ↑  「時事ドットコム：「アルメニア人虐殺」に哀悼＝トルコ首相、初の表明」『時事ドットコム』2014年4月23日。オリジナルの2014年4月27日時点におけるアーカイブ。2025年4月19日閲覧。
49. ↑  中西啓介「ドイツ連邦議会：トルコの「アルメニア人虐殺」認定」『毎日新聞』2016年6月2日。オリジナルの2016年6月3日時点におけるアーカイブ。2016年6月2日閲覧。